# Torneo Clausura 2024 de Segunda División de Honduras
 El Torneo Clausura 2024 de Segunda División de Honduras también llamado Liga de Ascenso Huriver de Clausura 2024, fue la edición número 76 de la máxima categoría de ascenso.

## Bases de Competencia
La Liga Nacional de Ascenso está dividida en seis grupos: La Zona Insular (Grupo A y Grupo B) comprende los departamentos de Atlántida, Yoro y Colón. La Zona Occidental (Grupo D) comprende los departamentos de Copán y Santa Bárbara. La Zona Norte (Grupo C) comprende los departamentos de Cortés y Santa Bárbara. y La Zona Centro Sur Oriente (Grupo E y Grupo F) comprende los departamentos de Olancho, Francisco Morazán, El Paraíso, Choluteca y Valle

### Fase final
La fase final se definirá por las siguientes etapas:
- Octavos de final
- Cuartos de final
- Semifinales
- Final

Dentro del marco de esta competencia, los 2 primeros equipos mejor ubicados en cada grupo, más 4 mejores terceros clasifican a instancias de Octavos de final. 
Cada uno de estos 16 equipos se enfrentarán en dos partidos (ida y vuelta) Cerrando en casa el mejor equipo ubicado en la tabla.
El que logre anotar el mayor número de goles obtendrá un cupo en los «cuartos de final». De existir empate en el número de puntos y de goles anotados, clasifica el mejor ubicado en la tabla general del torneo. 
Para la fase de cuartos de final se enfrentarán los 8 equipos ganadores de los octavos de final en 2 partidos (ida y vuelta). Cerrando en casa el mejor equipo ubicado en la tabla general.
El que logre anotar el mayor número de goles obtendrá un cupo en las «semifinales». De existir empate en el número de puntos y de goles anotados, clasifica el mejor ubicado en la tabla general del torneo. 
Para la fase de semifinales se enfrentaran los 4 equipos ganadores de los cuartos de final en 2 partidos (ida y vuelta). Cerrando en casa el mejor equipo ubicado en la tabla general. Pasa a la «final» el equipo que logre anotar el mayor número de goles. De persistir un empate en la diferencia de goles y número de puntos, se jugarán 2 tiempos extra de 15 minutos cada uno, y de seguir el empate se decidirá a través de una tanda de penales hasta que haya un ganador.
Disputarán el título de Campeón del Torneo de Clausura 2024 los dos clubes vencedores de la fase semifinal correspondiente. La localía en el partido de vuelta se definirá mediante un sorteo realizado por la liga de ascenso. 
El campeón será el equipo que logre anotar el mayor número de goles. De persistir el empate en la diferencia de goles. Se jugarán 2 tiempos extra de 15 minutos cada uno. Y de persistir el empate se jugará una tanda de penales para definir al Campeón.

## Equipos Participantes

### Campeonato de Ascenso

#### Grupo A
| Equipo              | Ciudad                     | Estadio                          | Capacidad |
| ------------------- | -------------------------- | -------------------------------- | --------- |
| Boca Juniors        | Tocoa, Colón               | Estadio Francisco Martínez Durón | 7,000     |
| F.C. Alvarado       | La Ceiba, Atlántida        | Estadio Ceibeño                  | 18,000    |
| Social Sol          | Olanchito, Yoro            | Estadio San Jorge                | 7,000     |
| Sabá F.C.           | Sabá, Colón                | Estadio Municipal de Sabá        | 1,000     |
| Santa Rosa F.C.     | La Masica, Atlántida       | Estadio Masiqueño                | 1,000     |
| Atlético Sanjuaneño | San Juan Pueblo, Atlántida | Estadio Carlos Calderón          | 2,500     |

#### Grupo B
| Equipo            | Ciudad            | Estadio                     | Capacidad |
| ----------------- | ----------------- | --------------------------- | --------- |
| Honduras Progreso | El Progreso, Yoro | Estadio Humberto Micheletti | 5,500     |
| Atlético Junior   | El Negrito, Yoro  | Estadio Gonzalo Maldonado   | 1,000     |
| Tela F.C.         | Tela, Atlántida   | Estadio Alfredo León Gómez  | 5,000     |
| Oro Verde F.C.    | Santa Rita, Yoro  | Estadio Leonel Espinoza     | 1,500     |
| Yoro F.C.         | Yoro, Yoro        | Estadio Olímpico Yoreño     | 2,000     |
| Brasilia          | Río Lindo, Cortés | Estadio Filiberto Fernández | 1,500     |

#### Grupo C
| Equipo          | Ciudad                   | Estadio                        | Capacidad |
| --------------- | ------------------------ | ------------------------------ | --------- |
| Platense        | Puerto Cortés, Cortés    | Estadio Excelsior              | 10,000    |
| CD Choloma      | Choloma, Cortés          | Estadio Rubén Deras            | 5,500     |
| Parrillas One   | La Lima, Cortés          | Estadio Luis Girón             | 7,000     |
| Lone F.C.       | San Pedro Sula, Cortés   | Estadio Olímpico Metropolitano | 37,325    |
| Villanueva F.C. | Villanueva, Cortés       | Estadio José Adrián Cruz       | 2,000     |
| Pumas F.C.      | Las Vegas, Santa Bárbara | Estadio Municipal de Las Vegas | 1,000     |

#### Grupo D
| Equipo              | Ciudad                       | Estadio                         | Capacidad |
| ------------------- | ---------------------------- | ------------------------------- | --------- |
| Real Juventud       | Santa Bárbara, Santa Bárbara | Estadio Argelio Sabillón        | 5,500     |
| San Juan Huracán    | Quimistán, Santa Bárbara     | Estadio Domingo Ortega          | 2,000     |
| Olimpia Occidental  | La Entrada, Copán            | Estadio Las Alsacias            | 2,000     |
| Santo Domingo Savio | La Unión, Copán              | Estadio Municipal de La Unión   | 1,000     |
| América             | Gracias, Lempira             | Estadio Marco Augusto Hernández | 6,000     |
| San Juan Gualjoco   | Santa Bárbara, Santa Bárbara | Estadio Argelio Sabillón        | 5,500     |

#### Grupo E
| Equipo                 | Ciudad                         | Estadio                        | Capacidad |
| ---------------------- | ------------------------------ | ------------------------------ | --------- |
| Atlético Independiente | Siguatepeque, Comayagua        | Estadio Roberto Martínez Ávila | 7,000     |
| F.C. Buenaventura      | Tegucigalpa, Francisco Morazán | Estadio UPNFM                  | 2,000     |
| AFFI Academia          | Choluteca, Choluteca           | Estadio Emilio Williams Agasse | 8,000     |
| Inter                  | El Triunfo, Choluteca          | Estadio Sinaí                  | 1,000     |
| Broncos                | Choluteca, Choluteca           | Estadio Fausto Flores Lagos    | 5,500     |
| CD Pirata              | Nacaome, Valle                 | Estadio José Elías Nazar       | 5,000     |

#### Grupo F
| Equipo         | Ciudad                         | Estadio                         | Capacidad |
| -------------- | ------------------------------ | ------------------------------- | --------- |
| Juticalpa F.C. | Juticalpa, Olancho             | Estadio Juan Ramón Brevé        | 20,000    |
| Estrella Roja  | Danlí, El Paraíso              | Estadio Marcelo Tinoco          | 5,000     |
| Gimnástico     | Tegucigalpa, Francisco Morazán | Estadio Emilio Larach           | 3,000     |
| Arsenal Sao    | Cantarranas, Francisco Morazán | Estadio Francisco Gaitán Agüero | 1,000     |
| San Rafael     | El Pedernal, Francisco Morazán | Estadio Maturave El Pedernal    | 1,000     |
| Meluca F.C.    | Campamento, Olancho            | Estadio Cornelio Santos         | 2,000     |

## Grupo A

### Tabla General
| Pos. | Equipo              | Pts. | PJ | G | E | P | GF | GC | Dif. | Clasificación                |
| ---- | ------------------- | ---- | -- | - | - | - | -- | -- | ---- | ---------------------------- |
| 1    | Boca Juniors        | 20   | 10 | 6 | 2 | 2 | 16 | 10 | +6   | Octavos de final             |
| 2    | Santa Rosa FC       | 18   | 10 | 5 | 3 | 2 | 19 | 9  | +10  | Octavos de final             |
| 3    | Social Sol          | 16   | 10 | 5 | 1 | 4 | 15 | 14 | +1   | Octavos de final             |
| 4    | Atlético Sanjuaneño | 10   | 10 | 1 | 7 | 2 | 5  | 9  | −4   | Ultimo Lugar Tabla Acumulada |
| 5    | FC Alvarado         | 8    | 10 | 1 | 5 | 4 | 7  | 14 | −7   |                              |
| 6    | Sabá FC             | 7    | 10 | 1 | 4 | 5 | 11 | 17 | −6   |                              |

Actualizado a los partidos jugados el 20 de abril de 2024.
 Fuente: Naranja y Media

### Tabla Acumulada
| Pos. | Equipo              | Pts. | PJ | G  | E | P | GF | GC | Dif. | Clasificación    |
| ---- | ------------------- | ---- | -- | -- | - | - | -- | -- | ---- | ---------------- |
| 1    | Boca Juniors        | 34   | 20 | 10 | 4 | 6 | 30 | 23 | +7   |                  |
| 2    | Santa Rosa FC       | 32   | 20 | 9  | 5 | 6 | 40 | 20 | +20  |                  |
| 3    | Social Sol          | 30   | 20 | 9  | 3 | 8 | 27 | 30 | −3   |                  |
| 4    | FC Alvarado         | 25   | 20 | 6  | 7 | 7 | 21 | 26 | −5   |                  |
| 5    | Sabá FC             | 24   | 20 | 6  | 6 | 8 | 25 | 30 | −5   |                  |
| 6    | Atlético Sanjuaneño | 18   | 20 | 3  | 9 | 8 | 10 | 24 | −14  | Posible Descenso |

Actualizado a los partidos jugados el 20 de abril de 2024.
 Fuente: Vip Deportes

### Resultados
| Jornada 1          | Jornada 1 | Jornada 1           | Jornada 1          | Jornada 1     | Jornada 1 |
| Local              | Resultado | Visitante           | Estadio            | Fecha         | Hora      |
| ------------------ | --------- | ------------------- | ------------------ | ------------- | --------- |
| Social Sol         | 0 - 1     | Atlético Sanjuaneño | San Jorge          | 17 de febrero | 19:00     |
| Boca Juniors       | 3 - 1     | Sabá F.C.           | Francisco Martínez | 18 de febrero | 15:00     |
| F.C. Alvarado      | 1 - 4     | Santa Rosa F.C.     | Ceibeño            | 18 de febrero | 15:00     |
| Total de goles: 10 |           |                     |                    |               |           |

| Jornada 2           | Jornada 2 | Jornada 2     | Jornada 2         | Jornada 2     | Jornada 2 |
| Local               | Resultado | Visitante     | Estadio           | Fecha         | Hora      |
| ------------------- | --------- | ------------- | ----------------- | ------------- | --------- |
| Santa Rosa F.C.     | 3 - 1     | Social Sol    | Masiqueño         | 25 de febrero | 15:00     |
| Atlético Sanjuaneño | 0 - 0     | Boca Juniors  | Carlos Calderón   | 25 de febrero | 15:00     |
| Sabá F.C.           | 1 - 1     | F.C. Alvarado | Municipal de Sabá | 25 de febrero | 15:00     |
| Total de goles: 6   |           |               |                   |               |           |

| Jornada 3           | Jornada 3 | Jornada 3       | Jornada 3          | Jornada 3  | Jornada 3 |
| Local               | Resultado | Visitante       | Estadio            | Fecha      | Hora      |
| ------------------- | --------- | --------------- | ------------------ | ---------- | --------- |
| Social Sol          | 1 - 4     | Sabá F.C.       | San Jorge          | 2 de marzo | 15:00     |
| Atlético Sanjuaneño | 0 - 3     | Santa Rosa F.C. | Carlos Calderón    | 2 de marzo | 16:30     |
| Boca Juniors        | 2 - 1     | F.C. Alvarado   | Francisco Martínez | 3 de marzo | 15:00     |
| Total de goles: 11  |           |                 |                    |            |           |

| Jornada 4         | Jornada 4 | Jornada 4           | Jornada 4         | Jornada 4   | Jornada 4 |
| Local             | Resultado | Visitante           | Estadio           | Fecha       | Hora      |
| ----------------- | --------- | ------------------- | ----------------- | ----------- | --------- |
| F.C. Alvarado     | 0 - 3     | Social Sol          | Ceibeño           | 9 de marzo  | 15:00     |
| Santa Rosa F.C.   | 1 - 2     | Boca Juniors        | Masiqueño         | 10 de marzo | 15:00     |
| Sabá F.C.         | 1 - 1     | Atlético Sanjuaneño | Municipal de Sabá | 10 de marzo | 15:00     |
| Total de goles: 8 |           |                     |                   |             |           |

| Jornada 5         | Jornada 5 | Jornada 5           | Jornada 5          | Jornada 5   | Jornada 5 |
| Local             | Resultado | Visitante           | Estadio            | Fecha       | Hora      |
| ----------------- | --------- | ------------------- | ------------------ | ----------- | --------- |
| F.C. Alvarado     | 0 - 0     | Atlético Sanjuaneño | Ceibeño            | 16 de marzo | 15:00     |
| Santa Rosa F.C.   | 2 - 0     | Sabá F.C.           | Masiqueño          | 17 de marzo | 15:00     |
| Boca Juniors      | 0 - 2     | Social Sol          | Francisco Martínez | 17 de marzo | 15:00     |
| Total de goles: 4 |           |                     |                    |             |           |

| Jornada 6           | Jornada 6 | Jornada 6     | Jornada 6         | Jornada 6   | Jornada 6 |
| Local               | Resultado | Visitante     | Estadio           | Fecha       | Hora      |
| ------------------- | --------- | ------------- | ----------------- | ----------- | --------- |
| Atlético Sanjuaneño | 0 - 2     | Social Sol    | Carlos Calderón   | 24 de marzo | 15:00     |
| Sabá F.C.           | 1 - 4     | Boca Juniors  | Municipal de Sabá | 24 de marzo | 15:30     |
| Santa Rosa F.C.     | 0 - 0     | F.C. Alvarado | Masiqueño         | 24 de marzo | 17:00     |
| Total de goles: 7   |           |               |                   |             |           |

| Jornada 7         | Jornada 7 | Jornada 7           | Jornada 7          | Jornada 7   | Jornada 7 |
| Local             | Resultado | Visitante           | Estadio            | Fecha       | Hora      |
| ----------------- | --------- | ------------------- | ------------------ | ----------- | --------- |
| Social Sol        | 1 - 3     | Santa Rosa F.C.     | Rafael Ruiz Leiva  | 27 de marzo | 15:00     |
| Boca Juniors      | 1 - 1     | Atlético Sanjuaneño | Francisco Martínez | 27 de marzo | 19:30     |
| F.C. Alvarado     | 2 - 1     | Sabá F.C.           | Ceibeño            | 2 de abril  | 15:00     |
| Total de goles: 9 |           |                     |                    |             |           |

| Jornada 8         | Jornada 8 | Jornada 8           | Jornada 8         | Jornada 8  | Jornada 8 |
| Local             | Resultado | Visitante           | Estadio           | Fecha      | Hora      |
| ----------------- | --------- | ------------------- | ----------------- | ---------- | --------- |
| Santa Rosa F.C    | 1 - 1     | Atlético Sanjuaneño | Masiqueño         | 6 de abril | 19:00     |
| Sabá F.C.         | 1 - 2     | Social Sol          | Municipal de Sabá | 7 de abril | 15:30     |
| F.C. Alvarado     | 0 - 1     | Boca Juniors        | Ceibeño           | 8 de abril | 15:00     |
| Total de goles: 6 |           |                     |                   |            |           |

| Jornada 9           | Jornada 9 | Jornada 9       | Jornada 9          | Jornada 9   | Jornada 9 |
| Local               | Resultado | Visitante       | Estadio            | Fecha       | Hora      |
| ------------------- | --------- | --------------- | ------------------ | ----------- | --------- |
| Social Sol          | 1 - 1     | F.C. Alvarado   | San Jorge          | 13 de abril | 19:00     |
| Boca Juniors        | 2 - 1     | Santa Rosa F.C. | Francisco Martínez | 14 de abril | 15:00     |
| Atlético Sanjuaneño | 0 - 0     | Sabá F.C.       | Carlos Calderón    | 14 de abril | 16:00     |
| Total de goles: 5   |           |                 |                    |             |           |

| Jornada 10          | Jornada 10 | Jornada 10      | Jornada 10        | Jornada 10  | Jornada 10 |
| Local               | Resultado  | Visitante       | Estadio           | Fecha       | Hora       |
| ------------------- | ---------- | --------------- | ----------------- | ----------- | ---------- |
| Social Sol          | 2 - 1      | Boca Juniors    | San Jorge         | 20 de abril | 15:00      |
| Sabá F.C.           | 1 - 1      | Santa Rosa F.C. | Municipal de Sabá | 20 de abril | 15:00      |
| Atlético Sanjuaneño | 1 - 1      | F.C. Alvarado   | Carlos Calderón   | 20 de abril | 15:00      |
| Total de goles: 7   |            |                 |                   |             |            |

## Grupo B

### Tabla General
| Pos. | Equipo            | Pts. | PJ | G | E | P | GF | GC | Dif. | Clasificación                |
| ---- | ----------------- | ---- | -- | - | - | - | -- | -- | ---- | ---------------------------- |
| 1    | Honduras Progreso | 26   | 10 | 8 | 2 | 0 | 23 | 8  | +15  | Octavos de final             |
| 2    | Brasilia          | 17   | 10 | 5 | 2 | 3 | 11 | 8  | +3   | Octavos de final             |
| 3    | Atlético Junior   | 15   | 10 | 4 | 3 | 3 | 9  | 8  | +1   |                              |
| 4    | Tela F.C.         | 12   | 10 | 4 | 0 | 6 | 12 | 15 | −3   |                              |
| 5    | Oro Verde         | 9    | 10 | 2 | 3 | 5 | 5  | 11 | −6   |                              |
| 6    | Yoro F.C.         | 5    | 10 | 1 | 2 | 7 | 8  | 18 | −10  | Ultimo Lugar Tabla Acumulada |

Actualizado a los partidos jugados el 20 de abril de 2024.
 Fuente: Naranja y Media

### Tabla Acumulada
| Pos. | Equipo            | Pts. | PJ | G  | E | P  | GF | GC | Dif. | Clasificación    |
| ---- | ----------------- | ---- | -- | -- | - | -- | -- | -- | ---- | ---------------- |
| 1    | Honduras Progreso | 48   | 20 | 15 | 3 | 2  | 46 | 20 | +26  |                  |
| 2    | Atlético Junior   | 36   | 20 | 10 | 6 | 4  | 25 | 14 | +11  |                  |
| 3    | Brasilia          | 29   | 20 | 8  | 5 | 7  | 28 | 24 | +4   |                  |
| 4    | Tela F.C.         | 20   | 20 | 5  | 5 | 10 | 22 | 31 | −9   |                  |
| 5    | Oro Verde         | 20   | 20 | 5  | 5 | 10 | 16 | 29 | −13  |                  |
| 6    | Yoro F.C.         | 13   | 20 | 3  | 4 | 13 | 18 | 37 | −19  | Posible Descenso |

Actualizado a los partidos jugados el 20 de abril de 2024.
 Fuente: Vip Deportes

### Resultados
| Jornada 1         | Jornada 1 | Jornada 1       | Jornada 1           | Jornada 1     | Jornada 1 |
| Local             | Resultado | Visitante       | Estadio             | Fecha         | Hora      |
| ----------------- | --------- | --------------- | ------------------- | ------------- | --------- |
| Honduras Progreso | 2 - 1     | Atlético Junior | Humberto Micheletti | 17 de febrero | 19:00     |
| Tela F.C.         | 4 - 0     | Brasilia        | Alfredo León Gómez  | 18 de febrero | 15:00     |
| Oro Verde         | 2 - 0     | Yoro F.C.       | Leonel Espinoza     | 18 de febrero | 15:30     |
| Total de goles: 9 |           |                 |                     |               |           |

| Jornada 2         | Jornada 2 | Jornada 2         | Jornada 2           | Jornada 2     | Jornada 2 |
| Local             | Resultado | Visitante         | Estadio             | Fecha         | Hora      |
| ----------------- | --------- | ----------------- | ------------------- | ------------- | --------- |
| Brasilia          | 0 - 0     | Oro Verde         | Filiberto Fernández | 24 de febrero | 15:00     |
| Atlético Junior   | 1 - 0     | Tela F.C.         | Gonzalo Maldonado   | 24 de febrero | 15:00     |
| Yoro F.C.         | 0 - 2     | Honduras Progreso | Olímpico Yoreño     | 25 de febrero | 15:00     |
| Total de goles: 3 |           |                   |                     |               |           |

| Jornada 3         | Jornada 3 | Jornada 3       | Jornada 3           | Jornada 3  | Jornada 3 |
| Local             | Resultado | Visitante       | Estadio             | Fecha      | Hora      |
| ----------------- | --------- | --------------- | ------------------- | ---------- | --------- |
| Yoro F.C.         | 0 - 1     | Brasilia        | Olímpico Yoreño     | 2 de marzo | 19:00     |
| Honduras Progreso | 4 - 2     | Tela F.C.       | Humberto Micheletti | 2 de marzo | 19:00     |
| Oro Verde         | 0 - 0     | Atlético Junior | Leonel Espinoza     | 3 de marzo | 15:30     |
| Total de goles: 7 |           |                 |                     |            |           |

| Jornada 4         | Jornada 4 | Jornada 4         | Jornada 4           | Jornada 4   | Jornada 4 |
| Local             | Resultado | Visitante         | Estadio             | Fecha       | Hora      |
| ----------------- | --------- | ----------------- | ------------------- | ----------- | --------- |
| Atlético Junior   | 3 - 1     | Yoro F.C.         | Gonzalo Maldonado   | 9 de marzo  | 15:00     |
| Brasilia          | 1 - 1     | Honduras Progreso | Filiberto Fernández | 9 de marzo  | 15:00     |
| Tela F.C.         | 0 - 1     | Oro Verde         | Alfredo León Gómez  | 10 de marzo | 15:00     |
| Total de goles: 7 |           |                   |                     |             |           |

| Jornada 5         | Jornada 5 | Jornada 5       | Jornada 5           | Jornada 5   | Jornada 5 |
| Local             | Resultado | Visitante       | Estadio             | Fecha       | Hora      |
| ----------------- | --------- | --------------- | ------------------- | ----------- | --------- |
| Brasilia          | 2 - 0     | Atlético Junior | Filiberto Fernández | 16 de marzo | 15:00     |
| Honduras Progreso | 3 - 0     | Oro Verde       | Humberto Micheletti | 16 de marzo | 19:00     |
| Tela F.C.         | 2 - 0     | Yoro F.C.       | Alfredo León Gómez  | 17 de marzo | 15:00     |
| Total de goles: 7 |           |                 |                     |             |           |

| Jornada 6         | Jornada 6 | Jornada 6         | Jornada 6           | Jornada 6   | Jornada 6 |
| Local             | Resultado | Visitante         | Estadio             | Fecha       | Hora      |
| ----------------- | --------- | ----------------- | ------------------- | ----------- | --------- |
| Brasilia          | 2 - 0     | Tela F.C.         | Filiberto Fernández | 23 de marzo | 15:00     |
| Atlético Junior   | 1 - 1     | Honduras Progreso | Gonzalo Maldonado   | 23 de marzo | 19:00     |
| Yoro F.C.         | 2 - 2     | Oro Verde         | Olímpico Yoreño     | 24 de marzo | 15:00     |
| Total de goles: 8 |           |                   |                     |             |           |

| Jornada 7         | Jornada 7 | Jornada 7       | Jornada 7           | Jornada 7   | Jornada 7 |
| Local             | Resultado | Visitante       | Estadio             | Fecha       | Hora      |
| ----------------- | --------- | --------------- | ------------------- | ----------- | --------- |
| Tela F.C.         | 1 - 0     | Atlético Júnior | Alfredo León Gómez  | 27 de marzo | 15:30     |
| Oro Verde         | 0 - 3     | Brasilia        | Leonel Espinoza     | 27 de marzo | 19:00     |
| Honduras Progreso | 3 - 1     | Yoro F.C.       | Humberto Micheletti | 27 de marzo | 19:00     |
| Total de goles: 8 |           |                 |                     |             |           |

| Jornada 8          | Jornada 8 | Jornada 8         | Jornada 8           | Jornada 8  | Jornada 8 |
| Local              | Resultado | Visitante         | Estadio             | Fecha      | Hora      |
| ------------------ | --------- | ----------------- | ------------------- | ---------- | --------- |
| Brasilia           | 2 - 1     | Yoro F.C.         | Filiberto Fernández | 6 de abril | 15:00     |
| Atlético Junior    | 1 - 0     | Oro Verde         | Gonzalo Maldonado   | 6 de abril | 15:00     |
| Tela F.C.          | 2 - 5     | Honduras Progreso | Alfredo León Gómez  | 7 de abril | 15:00     |
| Total de goles: 11 |           |                   |                     |            |           |

| Jornada 9         | Jornada 9 | Jornada 9       | Jornada 9           | Jornada 9   | Jornada 9 |
| Local             | Resultado | Visitante       | Estadio             | Fecha       | Hora      |
| ----------------- | --------- | --------------- | ------------------- | ----------- | --------- |
| Yoro F.C.         | 1 - 1     | Atlético Junior | Olímpico Yoreño     | 13 de abril | 19:00     |
| Honduras Progreso | 1 - 0     | Brasilia        | Humberto Micheletti | 13 de abril | 19:00     |
| Oro Verde         | 0 - 1     | Tela F.C.       | Leonel Espinoza     | 14 de abril | 16:00     |
| Total de goles: 4 |           |                 |                     |             |           |

| Jornada 10        | Jornada 10 | Jornada 10        | Jornada 10        | Jornada 10  | Jornada 10 |
| Local             | Resultado  | Visitante         | Estadio           | Fecha       | Hora       |
| ----------------- | ---------- | ----------------- | ----------------- | ----------- | ---------- |
| Atlético Junior   | 1 - 0      | Brasilia          | Gonzalo Maldonado | 20 de abril | 15:00      |
| Yoro F.C.         | 2 - 0      | Tela F.C.         | Olímpico Yoreño   | 20 de abril | 15:00      |
| Oro Verde         | 0 - 1      | Honduras Progreso | Leonel Espinoza   | 20 de abril | 15:00      |
| Total de goles: 4 |            |                   |                   |             |            |

## Grupo C

### Tabla General
| Pos. | Equipo          | Pts. | PJ | G | E | P | GF | GC | Dif. | Clasificación                |
| ---- | --------------- | ---- | -- | - | - | - | -- | -- | ---- | ---------------------------- |
| 1    | Platense        | 19   | 10 | 6 | 1 | 3 | 18 | 7  | +11  | Octavos de final             |
| 2    | Parrillas One   | 19   | 10 | 5 | 4 | 1 | 13 | 5  | +8   | Octavos de final             |
| 3    | Lone F.C.       | 18   | 10 | 5 | 3 | 2 | 12 | 8  | +4   | Octavos de final             |
| 4    | Pumas F.C.      | 12   | 10 | 3 | 3 | 4 | 6  | 11 | −5   |                              |
| 5    | Choloma         | 10   | 10 | 3 | 1 | 6 | 11 | 17 | −6   |                              |
| 6    | Villanueva F.C. | 5    | 10 | 1 | 2 | 7 | 5  | 17 | −12  | Ultimo Lugar Tabla Acumulada |

Actualizado a los partidos jugados el 20 de abril de 2024.
 Fuente: Naranja y Media

### Tabla Acumulada
| Pos. | Equipo          | Pts. | PJ | G  | E | P  | GF | GC | Dif. | Clasificación    |
| ---- | --------------- | ---- | -- | -- | - | -- | -- | -- | ---- | ---------------- |
| 1    | Lone F.C.       | 40   | 20 | 11 | 7 | 2  | 30 | 18 | +12  |                  |
| 2    | Parrillas One   | 35   | 20 | 9  | 8 | 3  | 28 | 16 | +12  |                  |
| 3    | Platense        | 31   | 20 | 9  | 4 | 7  | 28 | 17 | +11  |                  |
| 4    | Choloma         | 26   | 20 | 8  | 2 | 10 | 28 | 31 | −3   |                  |
| 5    | Pumas F.C.      | 24   | 20 | 6  | 6 | 8  | 13 | 20 | −7   |                  |
| 6    | Villanueva F.C. | 9    | 20 | 2  | 3 | 15 | 14 | 39 | −25  | Posible Descenso |

Actualizado a los partidos jugados el 20 de abril de 2024.
 Fuente: Vip Deportes

### Resultados
| Jornada 1         | Jornada 1 | Jornada 1       | Jornada 1              | Jornada 1     | Jornada 1 |
| Local             | Resultado | Visitante       | Estadio                | Fecha         | Hora      |
| ----------------- | --------- | --------------- | ---------------------- | ------------- | --------- |
| Lone F.C.         | 1 - 2     | Villanueva F.C. | Olímpico Metropolitano | 16 de febrero | 19:00     |
| Choloma           | 1 - 2     | Platense        | Rúben Deras            | 17 de febrero | 10:00     |
| Pumas F.C.        | 1 - 1     | Parrillas One   | Municipal de Las Vegas | 17 de febrero | 16:00     |
| Total de goles: 8 |           |                 |                        |               |           |

| Jornada 2         | Jornada 2 | Jornada 2  | Jornada 2        | Jornada 2     | Jornada 2 |
| Local             | Resultado | Visitante  | Estadio          | Fecha         | Hora      |
| ----------------- | --------- | ---------- | ---------------- | ------------- | --------- |
| Villanueva F.C.   | 0 - 0     | Pumas F.C. | José Adrián Cruz | 24 de febrero | 16:00     |
| Platense          | 1 - 2     | Lone F.C.  | Excélsior        | 25 de febrero | 15:00     |
| Parrillas One     | 3 - 0     | Choloma    | Luis Girón       | 25 de febrero | 15:30     |
| Total de goles: 6 |           |            |                  |               |           |

| Jornada 3         | Jornada 3 | Jornada 3       | Jornada 3              | Jornada 3  | Jornada 3 |
| Local             | Resultado | Visitante       | Estadio                | Fecha      | Hora      |
| ----------------- | --------- | --------------- | ---------------------- | ---------- | --------- |
| Choloma           | 3 - 0     | Villanueva F.C. | Rubén Deras            | 1 de marzo | 19:00     |
| Lone F.C.         | 1 - 2     | Pumas F.C.      | Olímpico Metropolitano | 1 de marzo | 19:00     |
| Platense          | 1 - 0     | Parrillas One   | Excélsior              | 3 de marzo | 15:00     |
| Total de goles: 7 |           |                 |                        |            |           |

| Jornada 4         | Jornada 4 | Jornada 4 | Jornada 4              | Jornada 4   | Jornada 4 |
| Local             | Resultado | Visitante | Estadio                | Fecha       | Hora      |
| ----------------- | --------- | --------- | ---------------------- | ----------- | --------- |
| Villanueva F.C.   | 0 - 2     | Platense  | José Adrián Cruz       | 9 de marzo  | 15:00     |
| Pumas F.C.        | 1 - 0     | Choloma   | Municipal de Las Vegas | 9 de marzo  | 19:00     |
| Parrillas One     | 0 - 0     | Lone F.C. | Luis Girón             | 10 de marzo | 15:30     |
| Total de goles: 3 |           |           |                        |             |           |

| Jornada 5         | Jornada 5 | Jornada 5       | Jornada 5              | Jornada 5   | Jornada 5 |
| Local             | Resultado | Visitante       | Estadio                | Fecha       | Hora      |
| ----------------- | --------- | --------------- | ---------------------- | ----------- | --------- |
| Lone F.C.         | 2 - 2     | Choloma         | Olímpico Metropolitano | 16 de marzo | 15:30     |
| Parrillas One     | 1 - 0     | Villanueva F.C. | Luis Girón             | 17 de marzo | 15:30     |
| Pumas F.C.        | 0 - 0     | Platense        | Municipal de Las Vegas | 17 de marzo | 16:00     |
| Total de goles: 5 |           |                 |                        |             |           |

| Jornada 6         | Jornada 6 | Jornada 6  | Jornada 6        | Jornada 6   | Jornada 6 |
| Local             | Resultado | Visitante  | Estadio          | Fecha       | Hora      |
| ----------------- | --------- | ---------- | ---------------- | ----------- | --------- |
| Villanueva F.C.   | 0 - 1     | Lone F.C.  | José Adrián Cruz | 23 de marzo | 15:00     |
| Platense          | 4 - 0     | Choloma    | Excélsior        | 24 de marzo | 15:00     |
| Parrillas One     | 2 - 1     | Pumas F.C. | Luis Girón       | 24 de marzo | 15:30     |
| Total de goles: 8 |           |            |                  |             |           |

| Jornada 7         | Jornada 7 | Jornada 7       | Jornada 7              | Jornada 7   | Jornada 7 |
| Local             | Resultado | Visitante       | Estadio                | Fecha       | Hora      |
| ----------------- | --------- | --------------- | ---------------------- | ----------- | --------- |
| Lone F.C.         | 1 - 0     | Platense        | Olímpico Metropolitano | 27 de marzo | 15:00     |
| Pumas F.C.        | 1 - 0     | Villanueva F.C. | Municipal de Las Vegas | 28 de marzo | 16:00     |
| Choloma           | 0 - 3     | Parrillas One   | Rubén Deras            | 28 de marzo | 19:00     |
| Total de goles: 5 |           |                 |                        |             |           |

| Jornada 8         | Jornada 8 | Jornada 8 | Jornada 8              | Jornada 8  | Jornada 8 |
| Local             | Resultado | Visitante | Estadio                | Fecha      | Hora      |
| ----------------- | --------- | --------- | ---------------------- | ---------- | --------- |
| Villanueva F.C.   | 0 - 4     | Choloma   | José Adrián Cruz       | 6 de abril | 15:00     |
| Parrillas One     | 1 - 0     | Platense  | Luis Girón             | 7 de abril | 15:30     |
| Pumas F.C.        | 0 - 1     | Lone F.C. | Municipal de Las Vegas | 7 de abril | 16:00     |
| Total de goles: 6 |           |           |                        |            |           |

| Jornada 9         | Jornada 9 | Jornada 9       | Jornada 9              | Jornada 9   | Jornada 9 |
| Local             | Resultado | Visitante       | Estadio                | Fecha       | Hora      |
| ----------------- | --------- | --------------- | ---------------------- | ----------- | --------- |
| Lone F.C.         | 1 - 1     | Parrillas One   | Olímpico Metropolitano | 12 de abril | 15:00     |
| Choloma           | 1 - 0     | Pumas F.C.      | Rubén Deras            | 12 de abril | 19:00     |
| Platense          | 3 - 2     | Villanueva F.C. | Excélsior              | 14 de abril | 15:00     |
| Total de goles: 8 |           |                 |                        |             |           |

| Jornada 10        | Jornada 10 | Jornada 10    | Jornada 10       | Jornada 10  | Jornada 10 |
| Local             | Resultado  | Visitante     | Estadio          | Fecha       | Hora       |
| ----------------- | ---------- | ------------- | ---------------- | ----------- | ---------- |
| Villanueva F.C.   | 1 - 1      | Parrillas One | José Adrián Cruz | 20 de abril | 15:00      |
| Choloma           | 0 - 2      | Lone F.C.     | Rubén Deras      | 20 de abril | 15:00      |
| Platense          | 5 - 0      | Pumas F.C.    | Excélsior        | 20 de abril | 15:00      |
| Total de goles: 9 |            |               |                  |             |            |

## Grupo D

### Tabla General
| Pos. | Equipo              | Pts. | PJ | G | E | P | GF | GC | Dif. | Clasificación                |
| ---- | ------------------- | ---- | -- | - | - | - | -- | -- | ---- | ---------------------------- |
| 1    | Real Juventud       | 18   | 10 | 4 | 6 | 0 | 10 | 4  | +6   | Octavos de final             |
| 2    | San Juan Gualjoco   | 16   | 10 | 4 | 4 | 2 | 11 | 8  | +3   | Octavos de final             |
| 3    | América             | 13   | 10 | 3 | 4 | 3 | 10 | 8  | +2   |                              |
| 4    | Santo Domingo Savio | 13   | 10 | 3 | 4 | 3 | 5  | 6  | −1   | Ultimo Lugar Tabla Acumulada |
| 5    | Olimpia Occidental  | 10   | 10 | 2 | 4 | 4 | 10 | 13 | −3   |                              |
| 6    | San Juan Huracán    | 4    | 10 | 1 | 4 | 5 | 8  | 15 | −7   |                              |

Actualizado a los partidos jugados el 20 de abril de 2024.
 Fuente: Naranja y Media
Notas:
1. ↑  El San Juan Huracán pierde 3 pts al no pagar la multa de 20,000 lps por no haberse presentado al partido contra el Olimpia Occidental.

### Tabla Acumulada
| Pos. | Equipo              | Pts. | PJ | G | E  | P  | GF | GC | Dif. | Clasificación    |
| ---- | ------------------- | ---- | -- | - | -- | -- | -- | -- | ---- | ---------------- |
| 1    | Real Juventud       | 35   | 20 | 8 | 11 | 1  | 24 | 14 | +10  |                  |
| 2    | San Juan Huracán    | 29   | 20 | 9 | 5  | 6  | 35 | 26 | +9   |                  |
| 3    | San Juan Gualjoco   | 29   | 20 | 7 | 8  | 5  | 25 | 21 | +4   |                  |
| 4    | América             | 26   | 20 | 6 | 8  | 6  | 19 | 20 | −1   |                  |
| 5    | Olimpia Occidental  | 21   | 20 | 4 | 9  | 7  | 20 | 24 | −4   |                  |
| 6    | Santo Domingo Savio | 14   | 20 | 3 | 5  | 12 | 14 | 32 | −18  | Posible Descenso |

Actualizado a los partidos jugados el 20 de abril de 2024.
 Fuente: Vip Deportes
Notas:
1. ↑  El San Juan Huracán pierde 3 pts al no pagar la multa de 20,000 lps por no haberse presentado al partido contra el Olimpia Occidental.

### Resultados
| Jornada 1          | Jornada 1 | Jornada 1           | Jornada 1        | Jornada 1     | Jornada 1 |
| Local              | Resultado | Visitante           | Estadio          | Fecha         | Hora      |
| ------------------ | --------- | ------------------- | ---------------- | ------------- | --------- |
| San Juan Gualjoco  | 2 - 1     | América             | Argelio Sabillón | 16 de febrero | 19:30     |
| Olimpia Occidental | 1 - 1     | Santo Domingo Savio | Las Alsacias     | 17 de febrero | 15:00     |
| San Juan Huracán   | 1 - 1     | Real Juventud       | Domingo Ortega   | 17 de febrero | 19:00     |
| Total de goles: 7  |           |                     |                  |               |           |

| Jornada 2           | Jornada 2 | Jornada 2          | Jornada 2                | Jornada 2     | Jornada 2 |
| Local               | Resultado | Visitante          | Estadio                  | Fecha         | Hora      |
| ------------------- | --------- | ------------------ | ------------------------ | ------------- | --------- |
| Real Juventud       | 3 - 0     | Olimpia Occidental | Argelio Sabillón         | 23 de febrero | 19:30     |
| América             | 1 - 0     | San Juan Huracán   | Marcos Augusto Hernández | 24 de febrero | 19:00     |
| Santo Domingo Savio | 0 - 0     | San Juan Gualjoco  | Municipal de La Unión    | 25 de febrero | 15:00     |
| Total de goles: 4   |           |                    |                          |               |           |

| Jornada 3         | Jornada 3 | Jornada 3           | Jornada 3                | Jornada 3  | Jornada 3 |
| Local             | Resultado | Visitante           | Estadio                  | Fecha      | Hora      |
| ----------------- | --------- | ------------------- | ------------------------ | ---------- | --------- |
| San Juan Gualjoco | 1 - 2     | Real Juventud       | Argelio Sabillón         | 1 de marzo | 19:30     |
| América           | 2 - 0     | Santo Domingo Savio | Marcos Augusto Hernández | 2 de marzo | 19:00     |
| San Juan Huracán  | 2 - 2     | Olimpia Occidental  | Domingo Ortega           | 2 de marzo | 19:30     |
| Total de goles: 9 |           |                     |                          |            |           |

| Jornada 4           | Jornada 4 | Jornada 4         | Jornada 4             | Jornada 4   | Jornada 4 |
| Local               | Resultado | Visitante         | Estadio               | Fecha       | Hora      |
| ------------------- | --------- | ----------------- | --------------------- | ----------- | --------- |
| Real Juventud       | 2 - 1     | América           | Argelio Sabillón      | 8 de marzo  | 19:30     |
| Santo Domingo Savio | 2 - 1     | San Juan Huracán  | Municipal de La Unión | 10 de marzo | 14:00     |
| Olimpia Occidental  | 2 - 0     | San Juan Gualjoco | Las Alsacias          | 10 de marzo | 14:00     |
| Total de goles: 8   |           |                   |                       |             |           |

| Jornada 5           | Jornada 5 | Jornada 5         | Jornada 5             | Jornada 5   | Jornada 5 |
| Local               | Resultado | Visitante         | Estadio               | Fecha       | Hora      |
| ------------------- | --------- | ----------------- | --------------------- | ----------- | --------- |
| Olimpia Occidental  | 2 - 2     | América           | Las Alsacias          | 16 de marzo | 15:00     |
| San Juan Huracán    | 1 - 3     | San Juan Gualjoco | Domingo Ortega        | 16 de marzo | 19:30     |
| Santo Domingo Savio | 0 - 0     | Real Juventud     | Municipal de La Unión | 17 de marzo | 14:00     |
| Total de goles: 8   |           |                   |                       |             |           |

| Jornada 6           | Jornada 6 | Jornada 6          | Jornada 6                | Jornada 6   | Jornada 6 |
| Local               | Resultado | Visitante          | Estadio                  | Fecha       | Hora      |
| ------------------- | --------- | ------------------ | ------------------------ | ----------- | --------- |
| Real Juventud       | 1 - 1     | San Juan Huracán   | Argelio Sabillón         | 22 de marzo | 19:30     |
| Santo Domingo Savio | 1 - 0     | Olimpia Occidental | Municipal de La Unión    | 24 de marzo | 14:00     |
| America             | 1 - 1     | San Juan Gualjoco  | Marcos Augusto Hernández | 24 de marzo | 15:00     |
| Total de goles: 5   |           |                    |                          |             |           |

| Jornada 7          | Jornada 7 | Jornada 7           | Jornada 7        | Jornada 7   | Jornada 7 |
| Local              | Resultado | Visitante           | Estadio          | Fecha       | Hora      |
| ------------------ | --------- | ------------------- | ---------------- | ----------- | --------- |
| Olimpia Occidental | 0 - 0     | Real Juventud       | Las Alsacias     | 27 de marzo | 15:00     |
| San Juan Huracán   | 0 - 0     | América             | Domingo Ortega   | 28 de marzo | 19:30     |
| San Juan Gualjoco  | 0 - 0     | Santo Domingo Savio | Argelio Sabillón | 30 de marzo | 19:30     |
| Total de goles: 0  |           |                     |                  |             |           |

| Jornada 8           | Jornada 8 | Jornada 8         | Jornada 8             | Jornada 8  | Jornada 8 |
| Local               | Resultado | Visitante         | Estadio               | Fecha      | Hora      |
| ------------------- | --------- | ----------------- | --------------------- | ---------- | --------- |
| Real Juventud       | 0 - 0     | San Juan Gualjoco | Argelio Sabillón      | 5 de abril | 19:30     |
| Olimpia Occidental  | 3 - 0     | San Juan Huracán  | Las Alsacias          | 6 de abril | 15:00     |
| Santo Domingo Savio | 1 - 0     | América           | Municipal de La Unión | 7 de abril | 14:00     |
| Total de goles: 4   |           |                   |                       |            |           |

| Jornada 9         | Jornada 9 | Jornada 9           | Jornada 9               | Jornada 9   | Jornada 9 |
| Local             | Resultado | Visitante           | Estadio                 | Fecha       | Hora      |
| ----------------- | --------- | ------------------- | ----------------------- | ----------- | --------- |
| San Juan Gualjoco | 2 - 0     | Olimpia Occidental  | Argelio Sabillón        | 12 de abril | 19:30     |
| América           | 0 - 0     | Real Juventud       | Marco Augusto Hernández | 13 de abril | 19:00     |
| San Juan Huracán  | 1 - 0     | Santo Domingo Savio | Domingo Ortega          | 13 de abril | 21:00     |
| Total de goles: 3 |           |                     |                         |             |           |

| Jornada 10        | Jornada 10 | Jornada 10          | Jornada 10               | Jornada 10  | Jornada 10 |
| Local             | Resultado  | Visitante           | Estadio                  | Fecha       | Hora       |
| ----------------- | ---------- | ------------------- | ------------------------ | ----------- | ---------- |
| Real Juventud     | 1 - 0      | Santo Domingo Savio | Municipal de San Nicolás | 20 de abril | 15:00      |
| San Juan Gualjoco | 2 - 1      | San Juan Huracán    | Argelio Sabillón         | 20 de abril | 15:00      |
| America           | 2 - 0      | Olimpia Occidental  | Marco Augusto Hernández  | 20 de abril | 15:00      |
| Total de goles: 6 |            |                     |                          |             |            |

## Grupo E

### Tabla General
| Pos. | Equipo                 | Pts. | PJ | G | E | P | GF | GC | Dif. | Clasificación                |
| ---- | ---------------------- | ---- | -- | - | - | - | -- | -- | ---- | ---------------------------- |
| 1    | Atlético Independiente | 24   | 10 | 8 | 0 | 2 | 31 | 8  | +23  | Octavos de final             |
| 2    | AFFI Academia          | 23   | 10 | 7 | 2 | 1 | 22 | 9  | +13  | Octavos de final             |
| 3    | F.C. Buenaventura      | 17   | 10 | 5 | 2 | 3 | 28 | 11 | +17  | Octavos de final             |
| 4    | C.D. Pirata            | 15   | 10 | 5 | 0 | 5 | 19 | 16 | +3   |                              |
| 5    | Broncos                | 6    | 10 | 2 | 0 | 8 | 11 | 51 | −40  | Ultimo Lugar Tabla Acumulada |
| 6    | Inter                  | 3    | 10 | 1 | 0 | 9 | 8  | 24 | −16  |                              |

Actualizado a los partidos jugados el 20 de abril de 2024.
 Fuente: Naranja y Media

### Tabla Acumulada
| Pos. | Equipo                 | Pts. | PJ | G  | E | P  | GF | GC | Dif. | Clasificación    |
| ---- | ---------------------- | ---- | -- | -- | - | -- | -- | -- | ---- | ---------------- |
| 1    | Atlético Independiente | 42   | 20 | 13 | 3 | 4  | 57 | 17 | +40  |                  |
| 2    | AFFI Academia          | 36   | 20 | 10 | 6 | 4  | 35 | 19 | +16  |                  |
| 3    | C.D. Pirata            | 34   | 20 | 11 | 1 | 8  | 31 | 25 | +6   |                  |
| 4    | F.C. Buenaventura      | 32   | 20 | 9  | 5 | 6  | 44 | 25 | +19  |                  |
| 5    | Inter                  | 17   | 20 | 5  | 2 | 13 | 20 | 42 | −22  |                  |
| 6    | Broncos                | 10   | 20 | 3  | 1 | 16 | 15 | 73 | −58  | Posible Descenso |

Actualizado a los partidos jugados el 20 de abril de 2024.
 Fuente: Vip Deportes

### Resultados
| Jornada 1          | Jornada 1 | Jornada 1              | Jornada 1        | Jornada 1     | Jornada 1 |
| Local              | Resultado | Visitante              | Estadio          | Fecha         | Hora      |
| ------------------ | --------- | ---------------------- | ---------------- | ------------- | --------- |
| Pirata             | 0 - 1     | AFFI Academia          | José Elías Nazar | 17 de febrero | 14:00     |
| Broncos            | 0 - 7     | Atlético Independiente | Emilio Williams  | 17 de febrero | 18:00     |
| F.C. Buenaventura  | 4 - 1     | Inter                  | Emilio Larach    | 18 de febrero | 16:00     |
| Total de goles: 13 |           |                        |                  |               |           |

| Jornada 2              | Jornada 2 | Jornada 2         | Jornada 2              | Jornada 2     | Jornada 2 |
| Local                  | Resultado | Visitante         | Estadio                | Fecha         | Hora      |
| ---------------------- | --------- | ----------------- | ---------------------- | ------------- | --------- |
| Inter                  | 2 - 0     | Broncos           | Sinaí                  | 25 de febrero | 13:00     |
| AFFI Academia          | 1 - 1     | F.C. Buenaventura | Emilio Williams        | 25 de febrero | 14:00     |
| Atlético Independiente | 2 - 0     | Pirata            | Roberto Martínez Ávila | 25 de febrero | 18:00     |
| Total de goles: 6      |           |                   |                        |               |           |

| Jornada 3         | Jornada 3 | Jornada 3              | Jornada 3       | Jornada 3  | Jornada 3 |
| Local             | Resultado | Visitante              | Estadio         | Fecha      | Hora      |
| ----------------- | --------- | ---------------------- | --------------- | ---------- | --------- |
| Broncos           | 2 - 1     | Pirata                 | Emilio Williams | 2 de marzo | 19:00     |
| Inter             | 0 - 2     | AFFI Academia          | Sinaí           | 3 de marzo | 13:00     |
| F.C. Buenaventura | 1 - 2     | Atlético Independiente | Cancha UPNFM    | 3 de marzo | 15:00     |
| Total de goles: 8 |           |                        |                 |            |           |

| Jornada 4              | Jornada 4 | Jornada 4         | Jornada 4              | Jornada 4   | Jornada 4 |
| Local                  | Resultado | Visitante         | Estadio                | Fecha       | Hora      |
| ---------------------- | --------- | ----------------- | ---------------------- | ----------- | --------- |
| Atlético Independiente | 5 - 0     | Inter             | Roberto Martínez Ávila | 9 de marzo  | 19:30     |
| Pirata                 | 2 - 1     | F.C. Buenaventura | José Elías Nazar       | 10 de marzo | 14:00     |
| AFFI Academia          | 3 - 0     | Broncos           | Emilio Williams        | 10 de marzo | 18:00     |
| Total de goles: 11     |           |                   |                        |             |           |

| Jornada 5          | Jornada 5 | Jornada 5              | Jornada 5        | Jornada 5   | Jornada 5 |
| Local              | Resultado | Visitante              | Estadio          | Fecha       | Hora      |
| ------------------ | --------- | ---------------------- | ---------------- | ----------- | --------- |
| Broncos            | 1 - 8     | F.C. Buenaventura      | Emilio Williams  | 15 de marzo | 19:00     |
| Pirata             | 2 - 1     | Inter                  | José Elías Nazar | 17 de marzo | 14:00     |
| AFFI Academia      | 2 - 0     | Atlético Independiente | Emilio Williams  | 17 de marzo | 14:00     |
| Total de goles: 14 |           |                        |                  |             |           |

| Jornada 6              | Jornada 6 | Jornada 6         | Jornada 6              | Jornada 6   | Jornada 6 |
| Local                  | Resultado | Visitante         | Estadio                | Fecha       | Hora      |
| ---------------------- | --------- | ----------------- | ---------------------- | ----------- | --------- |
| Inter                  | 1 - 3     | F.C. Buenaventura | Sinaí                  | 24 de marzo | 13:00     |
| AFFI Academia          | 3 - 1     | Pirata            | Emilio Williams        | 24 de marzo | 15:00     |
| Atlético Independiente | 9 - 1     | Broncos           | Roberto Martínez Avila | 3 de abril  | 19:00     |
| Total de goles: 18     |           |                   |                        |             |           |

| Jornada 7         | Jornada 7 | Jornada 7              | Jornada 7        | Jornada 7   | Jornada 7 |
| Local             | Resultado | Visitante              | Estadio          | Fecha       | Hora      |
| ----------------- | --------- | ---------------------- | ---------------- | ----------- | --------- |
| Broncos           | 3 - 1     | Inter                  | Emilio Williams  | 27 de marzo | 19:00     |
| F.C. Buenaventura | 1 - 1     | AFFI Academia          | Emilio Larach    | 28 de marzo | 15:30     |
| Pirata            | 1 - 2     | Atlético Independiente | José Elías Nazar | 31 de marzo | 14:00     |
| Total de goles: 9 |           |                        |                  |             |           |

| Jornada 8              | Jornada 8 | Jornada 8         | Jornada 8              | Jornada 8  | Jornada 8 |
| Local                  | Resultado | Visitante         | Estadio                | Fecha      | Hora      |
| ---------------------- | --------- | ----------------- | ---------------------- | ---------- | --------- |
| Pirata                 | 8 - 2     | Broncos           | José Elías Nazar       | 6 de abril | 18:00     |
| AFFI Academia          | 2 - 1     | Inter             | Emilio Williams        | 7 de abril | 15:00     |
| Atlético Independiente | 0 - 1     | F.C. Buenaventura | Roberto Martínez Ávila | 7 de abril | 17:30     |
| Total de goles: 14     |           |                   |                        |            |           |

| Jornada 9          | Jornada 9 | Jornada 9              | Jornada 9           | Jornada 9   | Jornada 9 |
| Local              | Resultado | Visitante              | Estadio             | Fecha       | Hora      |
| ------------------ | --------- | ---------------------- | ------------------- | ----------- | --------- |
| Broncos            | 2 - 5     | AFFI Academia          | Fausto Flores Lagos | 13 de abril | 14:30     |
| Inter              | 0 - 1     | Atlético Independiente | Sinaí               | 14 de abril | 13:00     |
| F.C. Buenaventura  | 1 - 2     | Pirata                 | Emilio Larach       | 14 de abril | 16:00     |
| Total de goles: 11 |           |                        |                     |             |           |

| Jornada 10             | Jornada 10 | Jornada 10    | Jornada 10             | Jornada 10  | Jornada 10 |
| Local                  | Resultado  | Visitante     | Estadio                | Fecha       | Hora       |
| ---------------------- | ---------- | ------------- | ---------------------- | ----------- | ---------- |
| Inter                  | 1 - 2      | Pirata        | Sinaí                  | 20 de abril | 15:00      |
| Atlético Independiente | 3 - 2      | AFFI Academia | Roberto Martínez Avila | 20 de abril | 15:00      |
| F.C. Buenaventura      | 7 - 0      | Broncos       | Cancha UPNFM           | 20 de abril | 15:00      |
| Total de goles: 15     |            |               |                        |             |            |

## Grupo F

### Tabla General
| Pos. | Equipo         | Pts. | PJ | G | E | P | GF | GC | Dif. | Clasificación                |
| ---- | -------------- | ---- | -- | - | - | - | -- | -- | ---- | ---------------------------- |
| 1    | Arsenal Sao    | 21   | 10 | 6 | 3 | 1 | 16 | 10 | +6   | Octavos de final             |
| 2    | Juticalpa F.C. | 19   | 10 | 5 | 4 | 1 | 13 | 7  | +6   | Octavos de final             |
| 3    | San Rafael     | 16   | 10 | 4 | 4 | 2 | 16 | 13 | +3   | Octavos de final             |
| 4    | Gimnástico     | 10   | 10 | 2 | 4 | 4 | 15 | 10 | +5   | Ultimo Lugar Tabla Acumulada |
| 5    | Estrella Roja  | 8    | 10 | 2 | 2 | 6 | 9  | 16 | −7   |                              |
| 6    | Meluca F.C.    | 6    | 10 | 1 | 3 | 6 | 5  | 18 | −13  |                              |

Actualizado a los partidos jugados el 20 de abril de 2024.
 Fuente: Naranja y Media

### Tabla Acumulada
| Pos. | Equipo         | Pts. | PJ | G  | E | P  | GF | GC | Dif. | Clasificación    |
| ---- | -------------- | ---- | -- | -- | - | -- | -- | -- | ---- | ---------------- |
| 1    | Juticalpa F.C. | 42   | 20 | 12 | 6 | 2  | 36 | 16 | +20  |                  |
| 2    | Arsenal Sao    | 35   | 20 | 10 | 5 | 5  | 32 | 23 | +9   |                  |
| 3    | San Rafael     | 31   | 20 | 8  | 7 | 5  | 31 | 27 | +4   |                  |
| 4    | Meluca F.C.    | 20   | 20 | 5  | 5 | 10 | 14 | 31 | −17  |                  |
| 5    | Estrella Roja  | 18   | 20 | 4  | 6 | 10 | 15 | 27 | −12  |                  |
| 6    | Gimnástico     | 17   | 20 | 4  | 5 | 11 | 29 | 33 | −4   | Posible Descenso |

Actualizado a los partidos jugados el 20 de abril de 2024.
 Fuente: Vip Deportes

### Resultados
| Jornada 1         | Jornada 1 | Jornada 1      | Jornada 1       | Jornada 1     | Jornada 1 |
| Local             | Resultado | Visitante      | Estadio         | Fecha         | Hora      |
| ----------------- | --------- | -------------- | --------------- | ------------- | --------- |
| Estrella Roja     | 0 - 1     | Arsenal SAO    | Marcelo Tinoco  | 16 de febrero | 19:00     |
| Gimnástico        | 0 - 0     | Juticalpa F.C. | Emilio Larach   | 17 de febrero | 14:00     |
| Meluca F.C.       | 0 - 2     | San Rafael     | Cornelio Santos | 18 de febrero | 15:00     |
| Total de goles: 3 |           |                |                 |               |           |

| Jornada 2         | Jornada 2 | Jornada 2     | Jornada 2               | Jornada 2     | Jornada 2 |
| Local             | Resultado | Visitante     | Estadio                 | Fecha         | Hora      |
| ----------------- | --------- | ------------- | ----------------------- | ------------- | --------- |
| Juticalpa F.C.    | 2 - 1     | Estrella Roja | Juan Ramón Brevé Vargas | 23 de febrero | 19:00     |
| Arsenal SAO       | 3 - 0     | Meluca F.C.   | Francisco Gaitán Agüero | 24 de febrero | 15:30     |
| San Rafael        | 0 - 0     | Gimnástico    | Maturave                | 25 de febrero | 14:30     |
| Total de goles: 6 |           |               |                         |               |           |

| Jornada 3         | Jornada 3 | Jornada 3      | Jornada 3               | Jornada 3  | Jornada 3 |
| Local             | Resultado | Visitante      | Estadio                 | Fecha      | Hora      |
| ----------------- | --------- | -------------- | ----------------------- | ---------- | --------- |
| Estrella Roja     | 0 - 1     | San Rafael     | Marcelo Tinoco          | 1 de marzo | 19:00     |
| Arsenal SAO       | 1 - 0     | Juticalpa F.C. | Francisco Gaitán Agüero | 2 de marzo | 15:30     |
| Meluca F.C.       | 0 - 0     | Gimnástico     | Cornelio Santos         | 3 de marzo | 15:00     |
| Total de goles: 2 |           |                |                         |            |           |

| Jornada 4          | Jornada 4 | Jornada 4     | Jornada 4               | Jornada 4  | Jornada 4 |
| Local              | Resultado | Visitante     | Estadio                 | Fecha      | Hora      |
| ------------------ | --------- | ------------- | ----------------------- | ---------- | --------- |
| Juticalpa F.C.     | 3 - 1     | Meluca F.C.   | Juan Ramón Brevé Vargas | 8 de marzo | 19:00     |
| Gimnástico         | 5 - 1     | Estrella Roja | Emilio Larach           | 9 de marzo | 15:00     |
| San Rafael         | 3 - 3     | Arsenal SAO   | Maturave                | 9 de marzo | 15:00     |
| Total de goles: 16 |           |               |                         |            |           |

| Jornada 5         | Jornada 5 | Jornada 5     | Jornada 5               | Jornada 5   | Jornada 5 |
| Local             | Resultado | Visitante     | Estadio                 | Fecha       | Hora      |
| ----------------- | --------- | ------------- | ----------------------- | ----------- | --------- |
| Gimnástico        | 1 - 2     | Arsenal SAO   | Emilio Larach           | 16 de marzo | 15:00     |
| Juticalpa F.C.    | 1 - 0     | San Rafael    | Juan Ramón Brevé Vargas | 16 de marzo | 19:00     |
| Meluca F.C.       | 1 - 0     | Estrella Roja | Cornelio Santos         | 17 de marzo | 14:00     |
| Total de goles: 5 |           |               |                         |             |           |

| Jornada 6         | Jornada 6 | Jornada 6     | Jornada 6               | Jornada 6   | Jornada 6 |
| Local             | Resultado | Visitante     | Estadio                 | Fecha       | Hora      |
| ----------------- | --------- | ------------- | ----------------------- | ----------- | --------- |
| Arsenal SAO       | 2 - 1     | Estrella Roja | Francisco Gaitán Agüero | 23 de marzo | 14:00     |
| San Rafael        | 2 - 1     | Meluca F.C.   | Maturave                | 23 de marzo | 15:00     |
| Juticalpa F.C.    | 2 - 1     | Gimnástico    | Rubén Guifarro          | 24 de marzo | 15:45     |
| Total de goles: 9 |           |               |                         |             |           |

| Jornada 7         | Jornada 7 | Jornada 7      | Jornada 7       | Jornada 7   | Jornada 7 |
| Local             | Resultado | Visitante      | Estadio         | Fecha       | Hora      |
| ----------------- | --------- | -------------- | --------------- | ----------- | --------- |
| Gimnástico        | 1 - 2     | San Rafael     | Emilio Larach   | 27 de marzo | 15:30     |
| Meluca F.C.       | 0 - 1     | Arsenal SAO    | Cornelio Santos | 27 de marzo | 16:00     |
| Estrella Roja     | 1 - 1     | Juticalpa F.C. | Marcelo Tinoco  | 28 de marzo | 19:00     |
| Total de goles: 6 |           |                |                 |             |           |

| Jornada 8          | Jornada 8 | Jornada 8     | Jornada 8               | Jornada 8  | Jornada 8 |
| Local              | Resultado | Visitante     | Estadio                 | Fecha      | Hora      |
| ------------------ | --------- | ------------- | ----------------------- | ---------- | --------- |
| Gimnastico         | 6 - 1     | Meluca F.C.   | Emilio Larach           | 6 de abril | 10:00     |
| San Rafael         | 1 - 2     | Estrella Roja | Maturave                | 6 de abril | 15:00     |
| Juticalpa F.C.     | 2 - 0     | Arsenal SAO   | Juan Ramón Brevé Vargas | 6 de abril | 19:00     |
| Total de goles: 12 |           |               |                         |            |           |

| Jornada 9         | Jornada 9 | Jornada 9      | Jornada 9               | Jornada 9   | Jornada 9 |
| Local             | Resultado | Visitante      | Estadio                 | Fecha       | Hora      |
| ----------------- | --------- | -------------- | ----------------------- | ----------- | --------- |
| Arsenal SAO       | 3 - 3     | San Rafael     | Francisco Gaitán Agüero | 13 de abril | 15:30     |
| Meluca F.C.       | 0 - 0     | Juticalpa F.C. | Cornelio Santos         | 14 de abril | 13:00     |
| Estrella Roja     | 2 - 1     | Gimnástico     | Marcelo Tinoco          | 14 de abril | 16:00     |
| Total de goles: 9 |           |                |                         |             |           |

| Jornada 10        | Jornada 10 | Jornada 10     | Jornada 10              | Jornada 10  | Jornada 10 |
| Local             | Resultado  | Visitante      | Estadio                 | Fecha       | Hora       |
| ----------------- | ---------- | -------------- | ----------------------- | ----------- | ---------- |
| Estrella Roja     | 1 - 1      | Meluca F.C.    | Marcelo Tinoco          | 20 de abril | 15:00      |
| San Rafael        | 2 - 2      | Juticalpa F.C. | Maturave                | 20 de abril | 15:00      |
| Arsenal SAO       | 0 - 0      | Gimnástico     | Francisco Gaitán Agüero | 20 de abril | 15:00      |
| Total de goles: 6 |            |                |                         |             |            |

## Descenso

### Reglamento del Descenso
LOS EQUIPOS QUE TERMINEN EN ÚLTIMO LUGAR DE LA TABLA ACUMULADA DE SUS RESPECTIVOS GRUPOS, SE LES ELABORARÁ UNA TABLA PARA DEFINIR LOS SIGUIENTES PUNTOS
LOS 2 MEJORES ÚLTIMOS LUGARES SALVARÁN LA CATEGORÍA
LOS SIGUIENTES ÚLTIMOS LUGARES JUGARÁN UNA SERIE DE REPECHAJE CONTRA LOS SUBCAMPEONES DE LAS FINALES DE ASCENSO DE LA LIGA MAYOR (TERCERA DIVISIÓN), JUGANDO A PARTIDO ÚNICO EN UNA CANCHA NEUTRAL, LAS LLAVES SE DEFINIRÁN DE LA SIGUIENTE MANERA:
3 VS SUBCAMPEÓN ZONA CENTRO-SUR-ORIENTE
4 VS SUBCAMPEÓN ZONA NORTE-OCCIDENTE
MIENTRAS QUE LOS PEORES ÚLTIMOS LUGARES DE TODOS LOS GRUPOS EN GENERAL DESCENDERÁN AUTOMÁTICAMENTE A LA LIGA MAYOR  (TERCERA DIVISIÓN)

### Tabla General del Descenso
| Pos. | Equipo              | Pts. | PJ | G | E | P  | GF | GC | Dif. | Clasificación         |
| ---- | ------------------- | ---- | -- | - | - | -- | -- | -- | ---- | --------------------- |
| 1    | Atlético Sanjuaneño | 18   | 20 | 3 | 9 | 8  | 10 | 24 | −14  | Permanencia           |
| 2    | Gimnástico          | 17   | 20 | 4 | 5 | 11 | 29 | 33 | −4   | Permanencia           |
| 3    | Santo Domingo Savio | 14   | 20 | 3 | 5 | 12 | 14 | 32 | −18  | Repechaje             |
| 4    | Yoro FC             | 13   | 20 | 3 | 4 | 13 | 18 | 37 | −19  | Repechaje             |
| 5    | Broncos             | 10   | 20 | 3 | 1 | 16 | 15 | 73 | −58  | Descenso a Liga Mayor |
| 6    | Villanueva FC       | 9    | 20 | 2 | 3 | 15 | 14 | 39 | −25  | Descenso a Liga Mayor |

Actualizado a los partidos jugados el 20 de abril de 2024.
 Fuente: Vip Deportes

### Repechaje de Descenso
| 9 de junio de 2024, 14:00                        | Santo Domingo Savio | 0:0 (5:3 p.) | Gremio | Estadio Humberto Micheletti, El Progreso |  |
|                                                  |                     |              |        | Árbitro(s): Luis Mejía                   |  |
| Santo Domingo Savio se queda en Liga de Ascenso. |                     |              |        |                                          |  |

| 9 de junio de 2024, 15:00              | Yoro FC | 3:5 (1:1) | CD Cuervos | Estadio Rubén Deras, Choloma |  |
|                                        |         |           |            | Árbitro(s): Omar Cardona     |  |
| CD Cuervos asciende a Liga de Ascenso. |         |           |            |                              |  |

## Fase Final
|  | Octavos de final       | Octavos de final | Octavos de final | Octavos de final |   |                        | Cuartos de final | Cuartos de final | Cuartos de final | Cuartos de final |  |                        | Semifinales | Semifinales | Semifinales | Semifinales |  |              | Final | Final | Final | Final |  |
|  |                        |                  |                  |                  |   |                        |                  |                  |                  |                  |  |                        |             |             |             |             |  |              |       |       |       |       |  |
|  |                        |                  |                  |                  |   |                        |                  |                  |                  |                  |  |                        |             |             |             |             |  |              |       |       |       |       |  |
|  | Arsenal SAO *          | 3                | 1                | 4                |   |                        |                  |                  |                  |                  |  |                        |             |             |             |             |  |              |       |       |       |       |  |
|  | Arsenal SAO *          | 3                | 1                | 4                |   |                        |                  |                  |                  |                  |  |                        |             |             |             |             |  |              |       |       |       |       |  |
|  | FC Buenaventura        | 3                | 1                | 4                |   |                        |                  |                  |                  |                  |  |                        |             |             |             |             |  |              |       |       |       |       |  |
|  | FC Buenaventura        | 3                | 1                | 4                |   | Arsenal SAO            | 0                | 1                | 1                |                  |  |                        |             |             |             |             |  |              |       |       |       |       |  |
|  |                        |                  |                  |                  |   | Arsenal SAO            | 0                | 1                | 1                |                  |  |                        |             |             |             |             |  |              |       |       |       |       |  |
|  |                        |                  | Platense         | 0                | 2 | 2                      |                  |                  |                  |                  |  |                        |             |             |             |             |  |              |       |       |       |       |  |
|  | Platense *             | 0                | Platense         | 0                | 2 | 2                      | 2                | 2                |                  |                  |  |                        |             |             |             |             |  |              |       |       |       |       |  |
|  | Platense *             | 0                |                  |                  |   |                        |                  |                  |                  |                  |  |                        |             |             |             |             |  |              |       |       |       |       |  |
|  | San Juan Gualjoco      | 1                | 1                | 2                |   |                        |                  |                  |                  |                  |  |                        |             |             |             |             |  |              |       |       |       |       |  |
|  | San Juan Gualjoco      | 1                | 1                | 2                |   |                        |                  |                  |                  |                  |  | Platense               | 1           | 1           | 2           |             |  |              |       |       |       |       |  |
|  |                        |                  |                  |                  |   |                        |                  |                  |                  |                  |  | Platense               | 1           | 1           | 2           |             |  |              |       |       |       |       |  |
|  |                        |                  | Juticalpa FC     | 2                | 1 | 3                      |                  |                  |                  |                  |  |                        |             |             |             |             |  |              |       |       |       |       |  |
|  | Honduras Progreso *    | 2                | Juticalpa FC     | 2                | 1 | 3                      | 2                | 4                |                  |                  |  |                        |             |             |             |             |  |              |       |       |       |       |  |
|  | Honduras Progreso *    | 2                |                  |                  |   |                        |                  |                  |                  |                  |  |                        |             |             |             |             |  |              |       |       |       |       |  |
|  | Social Sol             | 3                | 1                | 4                |   |                        |                  |                  |                  |                  |  |                        |             |             |             |             |  |              |       |       |       |       |  |
|  | Social Sol             | 3                | 1                | 4                |   | Honduras Progreso      | 0                | 0                | 0                |                  |  |                        |             |             |             |             |  |              |       |       |       |       |  |
|  |                        |                  |                  |                  |   | Honduras Progreso      | 0                | 0                | 0                |                  |  |                        |             |             |             |             |  |              |       |       |       |       |  |
|  |                        |                  | Juticalpa FC     | 3                | 0 | 3                      |                  |                  |                  |                  |  |                        |             |             |             |             |  |              |       |       |       |       |  |
|  | Parrillas One          | 0                | Juticalpa FC     | 3                | 0 | 3                      | 0                | 0                |                  |                  |  |                        |             |             |             |             |  |              |       |       |       |       |  |
|  | Parrillas One          | 0                |                  |                  |   |                        |                  |                  |                  |                  |  |                        |             |             |             |             |  |              |       |       |       |       |  |
|  | Juticalpa FC           | 0                | 2                | 2                |   |                        |                  |                  |                  |                  |  |                        |             |             |             |             |  |              |       |       |       |       |  |
|  | Juticalpa FC           | 0                | 2                | 2                |   |                        |                  |                  |                  |                  |  |                        |             |             |             |             |  | Juticalpa FC | 0     | 2     | 2(5)  |       |  |
|  |                        |                  |                  |                  |   |                        |                  |                  |                  |                  |  |                        |             |             |             |             |  | Juticalpa FC | 0     | 2     | 2(5)  |       |  |
|  |                        |                  | Lone FC          | 1                | 1 | 2(3)                   |                  |                  |                  |                  |  |                        |             |             |             |             |  |              |       |       |       |       |  |
|  | Atlético Independiente | 4                | Lone FC          | 1                | 1 | 2(3)                   | 3                | 7                |                  |                  |  |                        |             |             |             |             |  |              |       |       |       |       |  |
|  | Atlético Independiente | 4                |                  |                  |   |                        |                  |                  |                  |                  |  |                        |             |             |             |             |  |              |       |       |       |       |  |
|  | San Rafael             | 3                | 1                | 4                |   |                        |                  |                  |                  |                  |  |                        |             |             |             |             |  |              |       |       |       |       |  |
|  | San Rafael             | 3                | 1                | 4                |   | Atlético Independiente | 1                | 4                | 5                |                  |  |                        |             |             |             |             |  |              |       |       |       |       |  |
|  |                        |                  |                  |                  |   | Atlético Independiente | 1                | 4                | 5                |                  |  |                        |             |             |             |             |  |              |       |       |       |       |  |
|  |                        |                  | AFFI Academia    | 2                | 2 | 4                      |                  |                  |                  |                  |  |                        |             |             |             |             |  |              |       |       |       |       |  |
|  | AFFI Academia *        | 1                | AFFI Academia    | 2                | 2 | 4                      | 2                | 3                |                  |                  |  |                        |             |             |             |             |  |              |       |       |       |       |  |
|  | AFFI Academia *        | 1                |                  |                  |   |                        |                  |                  |                  |                  |  |                        |             |             |             |             |  |              |       |       |       |       |  |
|  | Santa Rosa FC          | 2                | 1                | 3                |   |                        |                  |                  |                  |                  |  |                        |             |             |             |             |  |              |       |       |       |       |  |
|  | Santa Rosa FC          | 2                | 1                | 3                |   |                        |                  |                  |                  |                  |  | Atlético Independiente | 0           | 0           | 0           |             |  |              |       |       |       |       |  |
|  |                        |                  |                  |                  |   |                        |                  |                  |                  |                  |  | Atlético Independiente | 0           | 0           | 0           |             |  |              |       |       |       |       |  |
|  |                        |                  | Lone FC          | 3                | 0 | 3                      |                  |                  |                  |                  |  |                        |             |             |             |             |  |              |       |       |       |       |  |
|  | Real Juventud *        | 0                | Lone FC          | 3                | 0 | 3                      | 1                | 1                |                  |                  |  |                        |             |             |             |             |  |              |       |       |       |       |  |
|  | Real Juventud *        | 0                |                  |                  |   |                        |                  |                  |                  |                  |  |                        |             |             |             |             |  |              |       |       |       |       |  |
|  | Brasilia               | 0                | 1                | 1                |   |                        |                  |                  |                  |                  |  |                        |             |             |             |             |  |              |       |       |       |       |  |
|  | Brasilia               | 0                | 1                | 1                |   | Real Juventud          | 1                | 1                | 2                |                  |  |                        |             |             |             |             |  |              |       |       |       |       |  |
|  |                        |                  |                  |                  |   | Real Juventud          | 1                | 1                | 2                |                  |  |                        |             |             |             |             |  |              |       |       |       |       |  |
|  |                        |                  | Lone FC          | 5                | 0 | 5                      |                  |                  |                  |                  |  |                        |             |             |             |             |  |              |       |       |       |       |  |
|  | Boca Juniors           | 3                | Lone FC          | 5                | 0 | 5                      | 0                | 3                |                  |                  |  |                        |             |             |             |             |  |              |       |       |       |       |  |
|  | Boca Juniors           | 3                |                  |                  |   |                        |                  |                  |                  |                  |  |                        |             |             |             |             |  |              |       |       |       |       |  |
|  | Lone FC                | 3                | 1                | 4                |   |                        |                  |                  |                  |                  |  |                        |             |             |             |             |  |              |       |       |       |       |  |
|  | Lone FC                | 3                | 1                | 4                |   |                        |                  |                  |                  |                  |  |                        |             |             |             |             |  |              |       |       |       |       |  |
|  |                        |                  |                  |                  |   |                        |                  |                  |                  |                  |  |                        |             |             |             |             |  |              |       |       |       |       |  |

(*) Avanza por mejor posición en la Tabla.

### Octavos de final
| 26 de abril de 2024, 19:00 | Social Sol                                | 3:2 (1:2) | Honduras Progreso       | Estadio San Jorge, Olanchito. |                           |
|                            | Bardales 45+1' · Martínez 48' · Güity 85' |           | Lazo 36' · Calderón 44' | Árbitro(s): Allan Ordóñez     | Árbitro(s): Allan Ordóñez |

| 4 de mayo de 2024, 19:00                                    | Honduras Progreso           | 2:1 (2:0) (Global 4:4) | Social Sol     | Estadio Humberto Micheletti, El Progreso. |                         |
|                                                             | Mora 57' (pen.) · Pérez 63' |                        | Martínez 90+3' | Árbitro(s): Kevin Ulloa                   | Árbitro(s): Kevin Ulloa |
| Honduras Progreso Clasifica por mejor posición en la tabla. |                             |                        |                |                                           |                         |

| 28 de abril de 2024, 19:00 | Juticalpa FC | 0:0 | Parrillas One | Estadio Juan Ramón Brevé, Juticalpa. |  |
|                            |              |     |               | Árbitro(s): Yoni Sánchez             |  |

| 5 de mayo de 2024, 15:00 | Parrillas One | 0:2 (0:1) (Global 0:2) | Juticalpa FC                   | Estadio Luis Girón, La Lima. |                            |
|                          |               |                        | Barrios 45+1' · De Olivera 87' | Árbitro(s): Darwin Cedillo   | Árbitro(s): Darwin Cedillo |

| 26 de abril de 2024, 19:30 | San Juan Gualjoco | 1:0 (1:0) | Platense | Estadio Argelio Sabillón, Santa Bárbara |                           |
|                            | Sabillón 8'       |           |          | Árbitro(s): James Salinas               | Árbitro(s): James Salinas |

| 5 de mayo de 2024, 15:00 | Platense                  | 2:1 (1:0) | San Juan Gualjoco | Estadio Excelsior, Puerto Cortés. |                        |
|                          | García 30' · Santos 90+8' |           | Viveros 51'       | Árbitro(s): David Cruz            | Árbitro(s): David Cruz |

| 28 de abril de 2024, 15:00 | FC Buenaventura                     | 3:3 (2:2) | Arsenal SAO                          | Estadio UPNFM, Tegucigalpa.      |                                  |
|                            | Sánchez 24', 56' · Girón 28' (pen.) |           | Castellanos 38', 40' · Hernández 68' | Árbitro(s): Melvin Matamoros Jr. | Árbitro(s): Melvin Matamoros Jr. |

| 4 de mayo de 2024, 15:00                              | Arsenal SAO | 1:1 (0:0) | FC Buenaventura | Estadio Francisco Gaitán Agüero, Cantarranas. |                          |
|                                                       | Marín 90+2' |           | Girón 83'       | Árbitro(s): Alex Morazán                      | Árbitro(s): Alex Morazán |
| Arsenal SAO Clasifica por mejor posición en la tabla. |             |           |                 |                                               |                          |

| 27 de abril de 2024, 15:00 | San Rafael                              | 3:4 (2:2) | Atlético Independiente                         | Estadio Municipal, Talanga   |                              |
|                            | Arias 23' (a.g.) · Maldonado 42', 90+3' |           | Klusener 2', 38' · Johnson 80' · Vázquez 90+6' | Árbitro(s): Arlinton Escobar | Árbitro(s): Arlinton Escobar |

| 3 de mayo de 2024, 19:30 | Atlético Independiente                | 3:1 (1:0) (Global 7:4) | San Rafael | Estadio Roberto Martínez Ávila, Siguatepeque. |                         |
|                          | Posso 30' · Romero 83' · Klusener 87' |                        | Varela 65' | Árbitro(s): Merlin Soto                       | Árbitro(s): Merlin Soto |

| 27 de abril de 2024, 19:00 | Santa Rosa FC       | 2:1 (1:1) | AFFI Academia | Estadio Masiqueño, La Masica. |                            |
|                            | Cavachuela 18', 55' |           | Flores 40'    | Árbitro(s): Héctor Medrano    | Árbitro(s): Héctor Medrano |

| 3 de mayo de 2024, 13:00                                | AFFI Academia                | 2:1 (1:1) (Global 3:3) | Santa Rosa FC | Estadio Emilio Williams, Choluteca. |                         |
|                                                         | Gutiérrez 33' · Mendieta 51' |                        | Gómez 1'      | Árbitro(s): Carlos Cruz             | Árbitro(s): Carlos Cruz |
| AFFI Academia Clasifica por mejor posición en la tabla. |                              |                        |               |                                     |                         |

| 28 de abril de 2024, 14:00 | Brasilia | 0:0 | Real Juventud | Estadio Filiberto Fernández, Río Lindo. |  |
|                            |          |     |               | Árbitro(s): Christian Santos            |  |

| 3 de mayo de 2024, 19:30                                | Real Juventud | 1:1 (0:0) (Global 1:1) | Brasilia    | Estadio Argelio Sabillón, Santa Bárbara. |                          |
|                                                         | Hoyos 70'     |                        | Ludueña 74' | Árbitro(s): Omar Cardona                 | Árbitro(s): Omar Cardona |
| Real Juventud Clasifica por mejor posición en la tabla. |               |                        |             |                                          |                          |

| 27 de abril de 2024, 15:00 | Lone FC                                | 3:3 (2:1) | Boca Juniors                      | Estadio Rubén Deras, Choloma. |                              |
|                            | Chávez 23' · García 26' · Costly 90+2' |           | Mena 19' · Matute 48' · Leiva 79' | Árbitro(s): Christian Tabora  | Árbitro(s): Christian Tabora |

| 5 de mayo de 2024, 15:00 | Boca Juniors | 0:1 (0:1) (Global 3:4) | Lone FC   | Estadio Francisco Martínez, Tocoa. |                         |
|                          |              |                        | Anaya 33' | Árbitro(s): Julio Güity            | Árbitro(s): Julio Güity |

### Cuartos de final
| 11 de mayo de 2024, 19:00 | Juticalpa FC                            | 3:0 (3:0) | Honduras Progreso | Estadio Juan Ramón Brevé, Juticalpa. |                               |
|                           | Salas 32' · Moncada 36' · Fernández 42' |           |                   | Árbitro(s): Jefferson Escobar        | Árbitro(s): Jefferson Escobar |

| 18 de mayo de 2024, 19:00 | Honduras Progreso | 0:0 (Global 0:3) | Juticalpa FC | Estadio Humberto Micheletti, El Progreso. |  |
|                           |                   |                  |              | Árbitro(s): Omar Cardona                  |  |

| 11 de mayo de 2024, 15:00 | Platense | 0:0 | Arsenal SAO | Estadio Excelsior, Puerto Cortés |  |
|                           |          |     |             | Árbitro(s): Kelvin Pineda        |  |

| 19 de mayo de 2024, 15:00 | Arsenal SAO | 1:2 (1:2) (Global 1:2) | Platense                 | Estadio Francisco Gaitán Agüero, Cantarranas. |                          |
|                           | Alvarado 3' |                        | Sánchez 20' · Vargas 35' | Árbitro(s): Selvin Brown                      | Árbitro(s): Selvin Brown |

| 12 de mayo de 2024, 14:00 | AFFI Academia      | 2:1 (0:1) | Atlético Independiente | Estadio Emilio Williams, Choluteca. |                              |
|                           | J. Flores 53', 58' |           | Klusener 8'            | Árbitro(s): Arlinton Escobar        | Árbitro(s): Arlinton Escobar |

| 18 de mayo de 2024, 20:00 | Atlético Independiente | 4:2 (3:1) (Global 5:4) | AFFI Academia                 | Estadio Roberto Martínez Ávila, Siguatepeque. |                              |
|                           | Vázquez Klusener Posso |                        | D. Flores 10' · J. Flores 65' | Árbitro(s): Héctor Rodríguez                  | Árbitro(s): Héctor Rodríguez |

| 11 de mayo de 2024, 15:00 | Lone FC                                       | 5:1 (2:0) | Real Juventud | Estadio Rubén Deras, Choloma. |                              |
|                           | Anaya 14', 49', 78' · Rodas 43' · Álvarez 72' |           | Hoyos 75'     | Árbitro(s): Fausto Rodríguez  | Árbitro(s): Fausto Rodríguez |

| 17 de mayo de 2024, 19:30 | Real Juventud | 1:0 (0:0) (Global 2:5) | Lone FC | Estadio Argelio Sabillón, Santa Bárbara |                           |
|                           | Del Cid 60'   |                        |         | Árbitro(s): James Salinas               | Árbitro(s): James Salinas |

### Semifinales
| 24 de mayo de 2024, 19:00 | Juticalpa FC                   | 2:1 (0:0) | Platense    | Estadio Juan Ramón Brevé, Juticalpa |                            |
|                           | Sauceda 54' · R. Benítez 90+6' |           | Sánchez 78' | Árbitro(s): Nelson Salgado          | Árbitro(s): Nelson Salgado |

| 2 de junio de 2024, 14:30 | Platense    | 1:1 (0:0) (Global 2:3) | Juticalpa FC | Estadio Excelsior, Puerto Cortés |                          |
|                           | Agudelo 82' |                        | Castillo 65' | Árbitro(s): Selvin Brown         | Árbitro(s): Selvin Brown |

| 26 de mayo de 2024, 15:00 | Lone FC                                | 3:0 (1:0) | Atlético Independiente | Estadio Olímpico Metropolitano, San Pedro Sula. |                         |
|                           | Anaya 24' · Murillo 80' · Varela 90+1' |           |                        | Árbitro(s): Julio Güity                         | Árbitro(s): Julio Güity |

| 31 de mayo de 2024, 20:00 | Atlético Independiente | 0:0 (Global 0:3) | Lone FC | Estadio Roberto Martínez Ávila, Siguatepeque |  |
|                           |                        |                  |         | Árbitro(s): Armando Castro                   |  |

### Final
| 8 de junio de 2024, 15:00 | Lone FC   | 1:0 (1:0) | Juticalpa FC | Estadio Olímpico Metropolitano, San Pedro Sula |                            |
|                           | Anaya 21' |           |              | Árbitro(s): Nelson Salgado                     | Árbitro(s): Nelson Salgado |

| 15 de junio de 2024, 19:00 | Juticalpa FC                                     | 2:1 (1:1) (t. s.)(5:3 p.)(Global 2:2) | Lone FC                          | Estadio Juan Ramón Brevé, Juticalpa |                            |
|                            | De Olivera 15' · J. Moncada 74' (pen.)           | Reporte                               | Anaya 32'                        | Árbitro(s): Armando Castro          | Árbitro(s): Armando Castro |
|                            |                                                  | Tiros desde el punto penal            |                                  |                                     |                            |
|                            | Andino · Benítez · Castillo · Meléndez · Moncada |                                       | Costly · Murillo · Varela · Lobo |                                     |                            |

|                                 |
| Campeón Juticalpa FC 6.° título |

### Ascendido a laLiga Nacional
|                         |
| Juticalpa               |
| Ascendido el 15/06/2024 |

## Estadísticas

### Goleadores
| Pos. | Jugador          | Equipo                 | Goles |
| ---- | ---------------- | ---------------------- | ----- |
| 1.°  | Álvaro Klusener  | Atlético Independiente | 16    |
| 2.°  | Noslin Ordóñez   | Buenaventura           | 13    |
| 3.°  | José Osorio      | Pirata                 | 11    |
| 4.°  | Edgar Palma      | Brasilia               | 9     |
| 5.°  | Jacobo Velázquez | Tela                   | 7     |
| 5.°  | Marvin Maldonado | San Rafael             | 7     |
| 5.°  | Vicente Mena     | Boca Juniors           | 7     |
| 5.°  | Caleb Hernández  | Arsenal SAO            | 7     |